# Dragon Quest III
Dragon Quest III (ドラゴンクエストIII そして伝説へ…, Doragon Kuesuto Surī Soshite Densetsu e…, lit. Dragon Quest III: et la légende fut…) est un jeu vidéo de rôle développé par Chunsoft pour Enix. Il sort sur NES en février 1988 au Japon puis en mars 1992 en Amérique du Nord.
Par la suite, le jeu est porté sur Super Famicom par Heartbeat en 1996, sur Game Boy Color par TOSE en 2000 et sur téléphones par Matrix Software en 2009.
Un remake intitulé Dragon Quest III HD-2D Remake est annoncé en 2021, et est sorti en novembre 2024 sur Nintendo Switch, PlayStation 5, Xbox Series et Microsoft Windows.

## Synopsis
Un jour, un jeune homme ou une jeune femme, originaire du royaume d'Aliahan, part pour rencontrer le roi à l'occasion de son seizième anniversaire. Son père, Ortega, est considéré comme le plus grand héros de tous les temps à Aliahan mais il mourut en combattant un étrange monstre près d'un volcan... Depuis, le jeune homme ou jeune femme tente de devenir un héros comme son père. Lors de sa rencontre avec le roi, le jeune homme apprend que si Baramos n'est pas vaincu, le monde court à sa perte. Notre héros part donc sauver le royaume d'Aliahan et venger son père. Ainsi commence l'histoire de la lignée héroïque de Roto.

## Histoire
Au début du jeu, le joueur est informé que l'Archidémon Baramos exerce un règne de terreur sur le monde depuis des années. Le père du héros, Ortega, a tenté par le passé de vaincre Baramos, ce qui le mènera à la mort. Le héros part donc à l'aventure pour venger son père et libérer le monde du joug de l'Archidémon.
Après de nombreux combats et la défaite de Baramos par le héros, celui-ci est accueilli triomphalement par le roi, mais à ce moment précis, l'ombre d'un monstre nommé Zoma perturbe la cérémonie. Baramos n'était en réalité qu'un pantin de Zoma. Le véritable antagoniste dit qu'il est sur le point de prendre contrôle du monde. Le héros part donc pour son plus grand combat et pour sauver le monde une fois encore.

## Popularité
Le jeu est célèbre au Japon pour avoir déclenché des émeutes à sa sortie. En effet, les jeunes japonais préféraient sécher les cours plutôt que de louper la sortie du jeu,. À la suite de la pagaille que cela aura amené, Enix décidera de ne plus sortir ses jeux que le week-end, à l'origine d'une légende urbaine qui voulait que le gouvernement japonais avait fait voter une loi contre Dragon Quest. Le jeu s'écoulera à plus de 3,8 millions de copies vendues.
En 2006, un sondage du magazine japonais Famitsu place le jeu à la troisième place des jeux préférés des lecteurs du magazine (après Final Fantasy X et Final Fantasy VII), toutes catégories confondues.

## Particularités
- Cet épisode est chronologiquement situé avant les deux premiers épisodes. Le héros de cet épisode est l'ancêtre des héros des épisodes précédents, nommé Roto ou Erdrick selon les versions.
- Il s'agit du premier épisode à comporter le Job System, à part le héros, chaque personnage peut choisir une classe dont dépendra les compétences et les sorts qu'ils pourra apprendre.
- Il s'agit du premier épisode avec l'apparition d'un moyen de transport aérien qui est ici, l'oiseau Ramia. On notera que dans le huitième opus, le vrai nom d'Empyréa est Ramia. Le thème musical de l'oiseau du VIII est d'ailleurs une reprise de l'envol céleste.
- Il s'agit du premier épisode avec l'apparition du choix du sexe du héros et de ses coéquipiers.